# Life Sciences (publicación)
Life Sciences (del inglés, "ciencias de la vida") (abreviatura Life Sci.) es una revista científica semanal, revisada por pares. Cubre la investigación de modernas tecnologías científicas para la explicación de mecanismos moleculares, celulares y fisiológicos.